# Refuge Carozzu
Il refuge Carozzu è un rifugio alpino che si trova nel comune di Calenzana ai piedi di Punta Gialba (2.101 m) nella valle del Figarella. Ha una capienza di 26 posti letto.